# Campeonato Paulista de Futebol de 1955 - Terceira Divisão
O Campeonato Paulista de Futebol de 1955 - Terceira Divisão foi a segunda edição desta divisão, organizada pela Federação Paulista de Futebol e equivaleu ao terceiro nível do futebol do estado

## Participantes
| - Botucatuense (Botucatu) - Cafelândia (Cafelândia) - Duartina (Duartina) - Estrada (Sorocaba) - Fada (Santo Anastácio) - Ferroviária (Botucatu) - Ferroviária (Pindamonhangaba) - CA Ituano (Itu) - Jaboticabal (Jaboticabal) - Mogi Mirim (Mogi Mirim) | - Monte Aprazível (Monte Aprazível) - Pirajuí (Pirajuí) - Portofelicense (Porto Feliz) - Regente Feijó (Regente Feijó) - Rigesa (Valinhos) - Saltense (Salto) - Santacruzense (Santa Cruz do Rio Pardo) - Sorocabana (Itu) - Valinhense (Valinhos) |

## Final

### Primeiro jogo
| Domingo, 10 de junho de 1956 | Santacruzense | 2 – 0 | Ituano | Santa Cruz do Rio Pardo, |
|                              |               |       |        |                          |

### Segundo jogo
| Domingo, 17 de junho de 1956 | Atlético Ituano | 1 – 0 | Santacruzense | Itu, |
|                              |                 |       |               |      |

### Terceiro jogo
| Domingo, 1 de julho de 1956 | Ituano | 1 – 0 | Santacruzense | Estádio do Pacaembu, |
|                             |        |       |               |                      |

## Premiação
| Campeonato Paulista de 1955 - Terceira Divisão |
| ---------------------------------------------- |
| Atlético Ituano Campeão (2º título)            |